# Jacek Vieth
Jacek Hubert Vieth (ur. 22 maja 1940 w Radomiu, zm. 17 października 2020) – polski lekarz, samorządowiec, siatkarz, poseł na Sejm II kadencji.

## Życiorys
Jego ojcem był Konrad Hubert Vieth.
Ukończył w 1963 studia na Wydziale Lekarskim Akademii Medycznej w Krakowie. W trakcie studiów uprawiał siatkówkę, grał w pierwszoligowym Wawelu Kraków, reprezentował też Polskę w tej dyscyplinie. Następnie przeniósł się do Warszawianki Warszawa. W stołecznym szpitalu klinicznym uzyskał specjalizację pierwszego stopnia w zakresie pediatrii.
Od 1969 był zawodowo związany z Radomiem. Pracował na oddziale zakaźnym, od 1982 prowadził prywatną praktykę lekarską. W latach 80. pełnił funkcję ordynatora w Kozienicach, a na początku lat 90. lekarza wojewódzkiego.
Należał do założycieli lokalnych struktur Porozumienia Centrum, kierował komisją zdrowia rady naczelnej tej partii. Z ramienia tej partii bezskutecznie startował do Sejmu w wyborach parlamentarnych w 1991. W wyborach w 1993 kandydował do Sejmu z listy Bezpartyjnego Bloku Wspierania Reform w okręgu radomskim. Mandat poselski objął tuż przed końcem kadencji (w sierpniu 1997) po śmierci Tadeusza Kowalczyka w wypadku drogowym. Jako przedstawiciel Partii Republikanie bez powodzenia ubiegał się o reelekcję z ramienia Unii Prawicy Rzeczypospolitej.
W okresie 1990–2002 był także radnym radomskiej rady miejskiej, reprezentując lokalne ugrupowania. Później wycofał się z bieżącej polityki. Działał w lokalnym kole łowieckim.
Pochowany na cmentarzu parafialnym w Radomiu.